# عبد الرزاق ابراهيم سلمان
ملام عبد الرزاق إبراهيم سلمان هو زعيم مسلم نيجيري وناشط من إلورين في ولاية كوارة،اشتهر بأنه رئيس دار أبي بكر الصديق الخيرية.

## السيرة
ولد سلمان ونشأ في إيلورين، كوارا. في عام 1998 أسس دار أبي بكر الصديق الخيرية، وهي منظمة غير حكومية في ولاية كوارا في نيجيريا .   يشغل منصب المدير التنفيذي للمؤتمر الإسلامي العالمي ، المكتب النيجيري.   وهو عضو في الاتحاد العالمي لعلماء المسلمين 

## الأعمال الخيرية
قام ملام عبد الرزاق إبراهيم سلمان بأنشطة خيرية في مجالات مختلفة. أسس دار أبي بكر الصديق الخيرية، وهي منظمة خيرية إسلامية في نيجيريا تساعد الفقراء في المجتمع.  أنشأ صندوق عبد الرزاق الائتماني للتعليم، الذي يقدم الدعم النقدي للطلاب في إمارة إيلورين .  ومن خلال منظمته دار أبي بكر الصديق الخيرية، دخل في شراكة مع منظمات مثل مركز الملك سلمان للإغاثة والأعمال الإنسانية لتقديم المساعدات للنيجيريين. 
في عام 2004 حث النيجيريين الأثرياء على تقديم الدعم المالي للتعليم العالي للطلاب المحرومين. ولقيادة المبادرة، قدم منحة دراسية بقيمة 5 ملايين نايرا للطلاب المعوزين في إيلورين بولاية كوارا، مؤكدا على الدور الحاسم للمواطنين الأكثر ثراء في تعزيز نمو التعليم وتطويره.

## النشاط
وفي عام 2019، أدان عبد الرزاق هجمات الطائرات بدون طيار على منشآت النفط السعودية ووصفها بأنها عمل إرهابي. باعتباره رجل دين إسلامي، يقول إن تصرفاته تفتقر إلى مبرر أخلاقي، وتخرج عن تعاليم القرآن الكريم والسنة النبوية .  ودعا عبد الرزاق المجتمع الدولي إلى دعم السعودية ، مؤكدا على الأزمة الإنسانية المحتملة الناتجة عن الهجمات على المدنيين والمنشآت الاقتصادية. ويحث المسلمين في جميع أنحاء العالم على الدعاء للمملكة العربية السعودية ، مؤكدا على دورها المحوري في الوفاء بالحقوق والواجبات الإسلامية. 
وحث عبد الرزاق الرئيس بولا أحمد تينوبو على قيادة الجهود الدبلوماسية الإقليمية لإعادة الأراضي المضمومة إلى فلسطين وسط الصراع في غزة . وهو يدين عملية الضم التي نفذتها الحكومة الإسرائيلية بقيادة الصهيونية، مشددًا على تأثيرها على المسلمين والمسيحيين واليهود.  ويدعو سلمان إلى تحقيق العدالة على أساس المبادئ الإسلامية المتمثلة في الرحمة والوحدة، ويسلط الضوء على الأزمة الإنسانية الأليمة في فلسطين. ويناشد قادة العالم، بما في ذلك الحكومة النيجيرية ودول المجموعة الاقتصادية لدول غرب أفريقيا ، الوقوف ضد النظام القمعي. يسعى سلمان إلى الوحدة بين الأديان، ويحث على الاعتراف بفلسطين كدولة مستقلة، ويؤكد على الحلول الدبلوماسية والمسؤولية الجماعية من أجل التوصل إلى حل عادل. 